# روجر إدواردز
روجر إدواردز (بالإنجليزية: Roger Edwards (Falkland Islands politician)) (و. 1946 – م) هو سياسي من المملكة المتحدة .
ولد عام 1946، وهو جندي سابق في البحرية الملكية، وشغل منصب عضو المجلس التشريعي عن دائرة كامب الانتخابية منذ الانتخابات العامة لعام 2009، وفاز بإعادة انتخابه في عامي 2013 و2017، وكان عضوًا سابقًا في المجلس التشريعي من 2001-2005 وهو والد النائبة السابقة إيما إدواردز.
التحق إدواردز بمشاة البحرية الملكية في عام 1963، لكنه انتقل إلى سلاح الجو التابع للبحرية الملكية في سبتمبر 1965، قبل أن يلتحق بالكلية البحرية الملكية البريطانية وخلال هذه الفترة تدرب ليصبح طياراً في سلاح الجو الملكي البريطاني في لينتون أون أوز. من عام 1973 إلى عام 1975، خدم إدواردز على متن السفينة HMS Endurance أثناء قيامها بدوريات في المياه الإقليمية لجزر فوكلاند. وأُلحق بالخدمة الجوية الخاصة في عام 1982 أثناء حرب فوكلاند.